# Blore with Swinscoe
Blore with Swinscoe es una parroquia civil del distrito de Staffordshire Moorlands, en el condado de Staffordshire, Inglaterra.

## Geografía
Según la Oficina Nacional de Estadística británica, Blore with Swinscoe tiene una superficie de 7,62 km².

## Demografía
Según el censo de 2001, Blore with Swinscoe tenía 123 habitantes (54,47% varones, 45,53% mujeres) y una densidad de población de 16,14 hab/km². El 14,63% eran menores de 16 años, el 82,11% tenían entre 16 y 74, y el 3,25% eran mayores de 74. La media de edad era de 43,33 años. Del total de habitantes con 16 o más años, el 34,29% estaban solteros, el 60% casados, y el 5,71% divorciados o viudos.
El 95,16% de los habitantes eran originarios del Reino Unido y el 4,84% de cualquier otro lugar salvo del resto de países europeos. Todos los habitantes eran blancos. El cristianismo era profesado por el 87,9%, mientras que el 9,68% no eran religiosos y el 2,42% no marcaron ninguna opción en el censo.
Había 41 hogares con residentes, ninguno vacío, y 21 eran alojamientos vacacionales o segundas residencias.